# Sarah Winchester
Sarah L. Winchester, née le 7 septembre 1839 et morte le 5 septembre 1922, est l'épouse de William Wirt Winchester.
Elle hérite de ses biens et de 50 % des parts de la Winchester Repeating Arms Company quand celui-ci meurt de la tuberculose en 1881. Selon la légende, convaincue que des esprits allaient la tuer si la construction de sa maison en Californie était terminée, Sarah Winchester utilise sa fortune pour poursuivre de manière ininterrompue, 24 heures sur 24, la construction de la maison pendant 38 ans. Depuis sa mort, la très étendue Maison Winchester est devenue une attraction touristique, connue pour ses nombreux escaliers et couloirs ne menant nulle part.

## Biographie
Sarah Lockwood Pardee naît en 1839 à New Haven dans le Connecticut, de l'union de Leonard Pardee et Sarah Burns. Elle a six frères et sœurs : Sarah E. Pardee (morte en bas âge), Mary A. Pardee (future épouse de  William Converse), Antoinette E. Pardee, Leonard M. Pardee, Isabelle C. Pardee (future épouse de Lewis Merriman), et Estelle L. Pardee. Le 30 septembre 1862, dans sa ville de naissance, elle épouse William Wirt Winchester, le fils unique d'Oliver Winchester, le propriétaire de la Winchester Repeating Arms Company. Leur fille, Annie Pardee Winchester, voit le jour le 15 juin 1866, mais meurt quelques semaines plus tard, le 25 juillet 1866 d'un marasme nutritionnel infantile.
Sarah Winchester tombe dans une profonde dépression après la mort de sa fille, et le couple n'aura plus d'enfant. Oliver Winchester meurt en 1880, rapidement suivi en 1881 par son fils William, des suites d'une tuberculose. Elle hérite donc de la moitié des parts de la Winchester Repeating Arms Company et perçoit un revenu de mille dollars par jour (l'équivalent de 22 000 $ aujourd'hui[Quand ?]).
La légende dira que Sarah Winchester s'était mise à croire que sa famille était traquée par les esprits, et qu'elle avait consulté des médiums pour savoir quoi faire. Un médium de Boston, lui aurait dit que les Winchester étaient traqués par les fantômes de toutes les personnes tuées par les carabines Winchester, et qu'elle devait se rendre sur la Côte Ouest des États-Unis afin d'y construire une maison pour elle et les fantômes, ajoutant que si la construction cessait un jour, elle mourrait. Les travaux d'historiens, dont l'historienne Mary Jo Ignoffo, remettent en question cette légende et proposent une vision d'une dame immensément fortunée et excentrique, mais femme d'affaires avisée, indépendante et discrète, qui ne se souciait guère de la réputation de spiritualisme que la presse et les voisins lui inventaient.
En 1886, elle emménage en Californie et achète un ranch de huit pièces appartenant à John Hamm située sur 161 acres (0,65 km2) de terrain où se situe maintenant San José. Elle commence immédiatement à dépenser 20 000 000 $ de son héritage en rénovant et ajoutant des salles : ce travail continue 24 heures sur 24, 7 jours sur 7, tous les jours de l'année, pendant 38 ans. Elle est fascinée par le nombre 13 et le fait apparaitre en plusieurs endroits de la maison : 13 salles de bains ont été construites, les fenêtres possèdent 13 vitres, 13 lustres ont été installés… Des érudits contemporains à la construction remettent en cause la véracité de l'affirmation disant que la construction a continué, excepté durant de brèves périodes, après le tremblement de terre de 1906 à San Francisco.

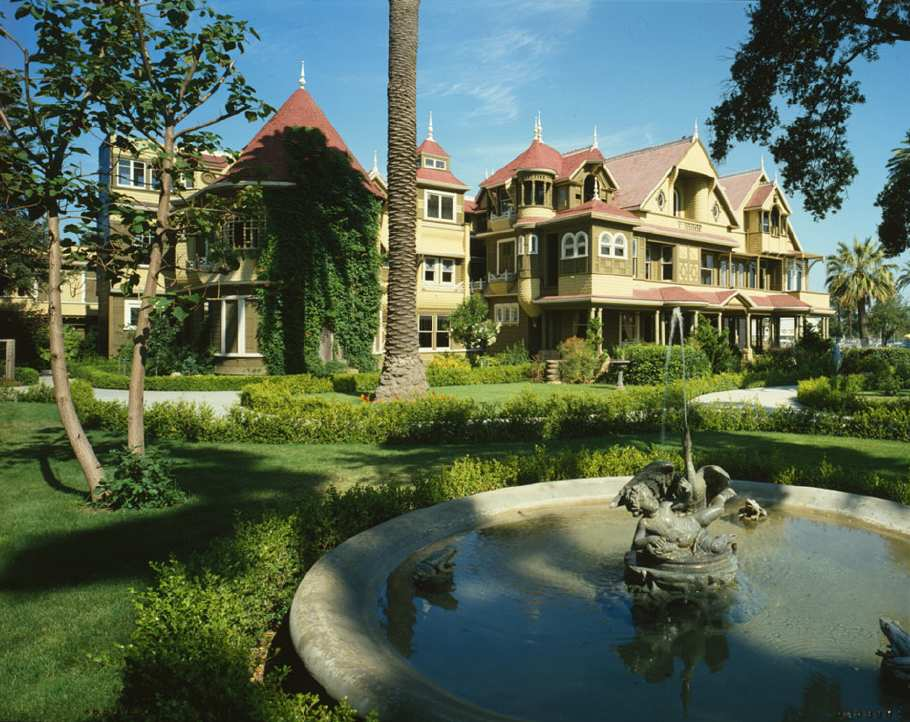
Pendant 38 ans consécutifs, Sarah Winchester a personnellement supervisé la construction 24 heures sur 24 de sa maison en Californie.

Après le tremblement de terre de 1906 à San Francisco, Sarah Winchester reste prisonnière de sa chambre pendant plusieurs heures. Pourtant, dès qu'elle en sort, elle demande aux ouvriers d'arrêter de travailler sur la façade de la maison, presque terminée, et loge ses charpentiers dedans, laissant la plus grande partie des dégâts causés par le séisme non-réparés. D'après la légende, elle se serait mise à penser que les esprits étaient fâchés contre elle car elle passait trop de temps à décorer et à travailler dans les salles situées en façade. Depuis lors la construction s'est résumée à ajouter de nouvelles salles ou à reconstruire d'autres parties de la structure. Sarah Winchester habite alors à plein temps à Atherton, en Californie, jusqu'à sa mort et  ne visite la maison que périodiquement.
Du fait de la construction constante et du manque de plans d'architecte qualifié, la maison est devenue très grande et complexe : un grand nombre d'employés avait besoin d'une carte pour y déambuler. La maison contient également des portes s'ouvrant sur des murs, des escaliers menant au plafond, des éléments récurrents du chiffre 13, et des fenêtres donnant sur des murs.
Il y a deux théories quant à la construction d'une si étrange maison par Sarah Winchester. La première et de loin la plus populaire est que la construction a été faite ainsi pour semer les fantômes de toutes les personnes qui avaient été tuées par des carabines Winchester. La seconde, moins populaire mais plus étayée historiquement, est que du fait de son immense fortune, mais sans avoir fait d'étude d'architecture, Sarah Winchester a eu les moyens de construire un palais monumental, étrange et hors normes, donnant libre cours à ses explorations architecturales et artistiques. Le tremblement de terre de 1906 a par ailleurs détruit une partie des pièces et des étages, que Mme Winchester n'aurait pas souhaité reconstruire, laissant des éléments architecturaux inutiles et inachevés. La Maison Winchester est maintenant un site historique national, régional, et communal, et exploité comme un parc d'attraction du mystère.

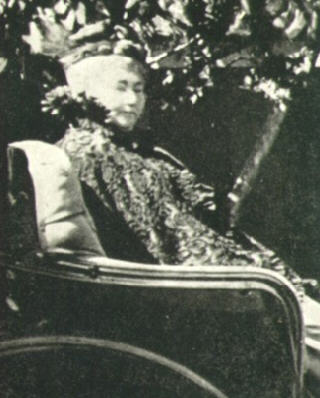
Photographie en noir et blanc de Sarah Winchester vers 1920

Dans les années 1920, Sarah Winchester achète un bateau servant de logement, situé dans la Baie de San Francisco à Burlingame, qui devient connue comme étant L'Arche de Sarah, ce qui était d'après les croyances une assurance contre sa peur d'un second Déluge, comme celui auquel est confronté Noé et sa famille. Mais une réponse plus ordinaire serait que beaucoup de personnes de son statut social, en Californie, possédait un bateau ou un yacht à cette époque. Cette « Arche » est située près d'un massif d'eucalyptus sur la Route Winchester, qui deviendra l'intersection entre Route Anza de la U.S. Highway 101. Le bateau disparait dans un incendie en 1929.
La construction de la Maison Winchester s'arrête le 5 septembre 1922, quand Sarah Winchester, âgée de 83 ans, meurt d'un arrêt cardiaque dans son sommeil. Un office religieux se tient à Palo Alto, sa dépouille est envoyée au cimetière d'Alta Mesa, jusqu'à ce qu'elle soit transférée, avec l'une de ses sœurs, à New Haven. Elle est enterrée aux côtés de son mari et de son enfant dans le Cimetière d'Evergreen. Sarah Winchester laisse un testament divisé en 13 sections et signé 13 fois. Les possessions de la Maison Winchester sont léguées à sa nièce, Marian I. Marriott, qui récupère les meubles qu'elle souhaitait et met le reste aux enchères. Le déménagement complet nécessite huit camions par jour pendant six semaines et demie. La maison n'est pas mentionnée durant l'enchère, ce qui la rend impossible à louer aujourd'hui. Elle est ensuite vendue aux enchères au plus offrant qui en fait une attraction à destination du public : les premiers visiteurs s'y rendent durant le mois de février 1923, cinq mois après la mort de Sarah Winchester.

## Héritage
- Le boulevard Clara-Los Gatos, situé en face de la maison, est renommée plus tard boulevard Winchester, d'après le nom de la maison. De nos jours, la maison est ouverte au public tous les jours (sauf Noël) et des visites guidées y sont effectuées, ainsi que dans les sous-sols.

- Sarah Winchester est jouée par Kimberly Ables Jindra en 2009 dans le film Haunting of Winchester House, qui est basé sur les rumeurs disant que la maison est hantée.

- Sarah Winchester est le sujet d'une chanson du même nom, réalisée par Mathew Baynton en 2011[8].

- La chanson A Certain Euphoria de l'album The Loved One des Strange Boutique (en), est basée sur les légendes courant sur Sarah Winchester.
- Le roman Bloodsilver de Wayne Barrow (pseudonyme collectif de Johan Heliot et Xavier Mauméjean) consacre un chapitre entier à Sarah Winchester. Le roman a obtenu le grand prix de l'imaginaire en 2008.
- Sarah Winchester, opéra fantôme, documentaire de Bertrand Bonello, 24 minutes, produit par My new picture et l'Opéra national de Paris, 2016[9].

- En 2018 est sorti le film d'horreur fantastique La Malédiction Winchester, dans lequel elle est incarnée par Helen Mirren.

- En 2022, aux Éditions Michel Lafon, est publié le livre La malédiction de Sarah Winchester - la contre enquête de Céline du Chéné[10]

### Articles de presse
- (en-US) New York Times ; 12 juin 1918, Winchester's Widow Dying.
- (en-US) New York Times ; 31 mai 1970 : « A stairway that leads nowhere, a window that opens to reveal only a wall, a doorway that leads to nothing. These are parts of a disjointed, 160-room Victorian mansion that Mrs. Sarah Winchester built on the northern outskirts of San Jose after the sudden loss of both her husband, the son of Oliver Fisher Winchester, the rifle magnate, and her daughter. After her daughter's death Sarah Winchester never tried to have kids again. Also after the death of her husband William Winchester, Sarah never married again. »